# Finne (Gemeinde)
Finne település Németországban, azon belül Szász-Anhalt tartományban. Lakosainak száma 1135 fő (2023. december 31.). Finne Kölleda, Buttstädt, Ostramondra és Kaiserpfalz községekkel határos.

## Népesség
A település népességének változása:
| Lakosok száma | 1191 | 1168 | 1145 | 1149 | 1135 |
|               | 2017 | 2019 | 2021 | 2022 | 2023 |